# Trigona
Trigona é um gênero de abelha sem ferrão encontrado no Neotrópico, do México ao Brasil e Argentina.

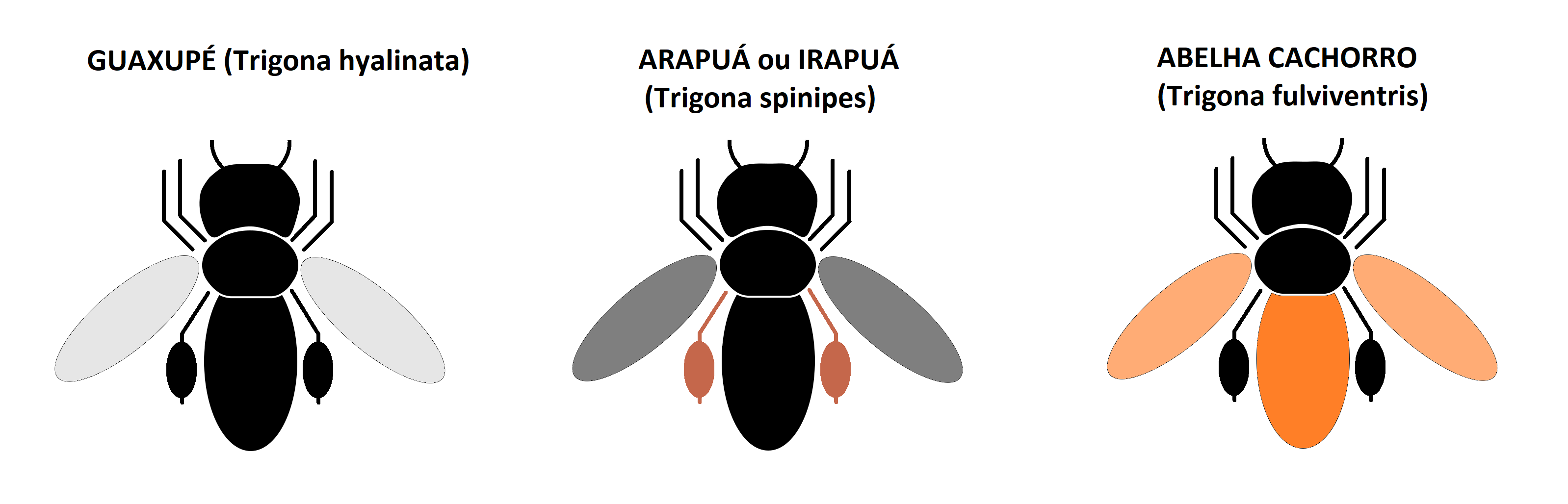
Existem diversas espécies de Trigonas. Na imagem há uma amostra das 3 mais comuns encontradas no Brasil e suas respectivas diferenças visuais.

## Espécies
- T. albipennis
- T. amalthea
- T. amazonensis
- T. almeidae
- T. barrocoloralensis
- T. branneri
- T. braueri
- T. carbonaria
- T. chanchamayoensis
- T. clavipes
- T. cilipes
- T. concolor
- T. corvina
- T. crassipes (Fabricius, 1793) - "carnívora" Vulture bee
- T. collina
- T. dallatorreana
- T. dimidiata
- T. ferricauda
- T. fulviventris
- T. fuscipennis (Silveira et al., 2002)
- T. guianae
- T. heideri (Friese)[2]
- T. hockingsi
- T. hyalinata (Silveira et al., 2002)
- T. hypogea (Silveira et al., 2002)
- T. hypogea hypogea (Silvestri, 1902)
- T. hypogea robustior (Schwarz, 1948) - "carnívora"
- T. iridipenis
- T. lacteipennis
- T. minangkabau
- T. muzoensis
- T. necrophaga (Camargo & Roubik, 1991) - "carnívora"
- T. nigerrima
- T. pallens
- T. pampana
- T. pellucida
- T. permodica
- T. recursa (Silveira et al., 2002)
- T. rondonienses
- T. sesquipedalis  (Almeida, 1984)
- T. silvestriana (Vachal, 1908)
- T. spinipes (Silveira et al., 2002)
- T. truculenta (Silveira et al., 2002)
- T. venezuelana (Schwarz, 1948)
- T. williana (Friese, 1900)[3]
- Incertae sedis T. stigma (Smith, 1854)[4]

## Distribuição
Região Neártica: México (Campeche, Chiapas, Colima, Distrito Federal, Guerreiro, Jalisco, Michoacán de Ocampo, Nayarit, Oaxaca, Puebla, Quintana Roo, Tabasco, Veracruz-Llave, Yucatán);
Região Neotropical: Argentina (Misiones); Belize (Belize, Cayo, Corozal); Bolívia (Cochabamba, El Beni, La Paz, Pando, Potosí, Santa Cruz); Brasil (Acre, Alagoas, Amapá, Amazonas, Bahia, Ceará, Distrito Federal, Espírito Santo, Goiás, Maranhão, Mato Grosso, Mato Grosso do Sul, Minas Gerais, Paraná, Paraíba, Pará, Pernambuco, Piauí, Rio Grande do Norte, Rio Grande do Sul, Rio de Janeiro, Rondônia, Roraima, Santa Catarina, Sergipe, São Paulo, Tocantins); Colômbia (Amazonas, Antioquia, Bolívar, Boyacá, Caquetá, Cauca, Chocó, Cundinamarca, Córdoba, Guiana, Guaviare, Madalena, Meta, Santander, Sucre, Tolima, Vale do Cauca, Vaupés, Vichada); Costa Rica (Alajuela, Cartago, Guanacaste, Heredia, Limón, Puntarenas, San José); Cuba; Equador (Azuay, Cañar, Chimborazo, El Oro, Esmeraldas, Guayas, Loja, Manabi, Morona Santiago, Napão, Pastaza, Pichincha, Sucumbíos); El Salvador (Sonsonate); Guiana Francesa (Caiena, Kourou, Sinnamary); Guatemala (Alta Verapaz, Chimaltenango, Chiquimula, Escuintla, Guatemala, Izabal, Quezaltenango, Retalhuleu, Santa Rosa, Suchitepéquez, Zacapa); Guiana (Barima-Waini, Cuyuni-Mazaruni, Demerara-Mahaica, Mahaica-Berbice, Potaro-Siparuni, Upper Demerara-Berbice, Upper Takutu-Upper Essequibo); Honduras (Atlántida, Choluteca, Colón, Cortés, Francisco Morazán, Olancho, Valle, Yoro); México; Nicarágua (Atlántico Sur, Carazo, Chinandega, Chontales, Manágua); Panamá (Bocas del Toro, Chiriquí, Coclé, Colón, Darién, Herrera, Los Santos, Panamá, San Blas, Veraguas); Zona do Canal do Panamá; Paraguai (Alto Paraná, Caaguazú, Caazapá, Central, Itapúa, Misiones, Neembucú); Peru (Amazonas, Ayacucho, Cajamarca, Huánuco, Junín, La Libertad, Lima, Loreto, Madre de Dios, Pasco, San Martín, Ucayali); Suriname (Brokopondo, Marowijne, Pará, Saramacca, Wanica); Trinidad e Tobago; Venezuela (Amazonas, Aragua, Barinas, Bolívar, Distrito Federal, Guárico, Monagas, Yaracuy)